# Indymedia

Logo der deutschsprachigen Ausgabe. Es wird international in Variationen verwendet.

Indymedia oder auch Independent Media Center (IMC) (Unabhängiges Medienzentrum) ist ein globales Non-Profit-Netzwerk von Medienaktivisten und Journalisten im Internet, das sich als Teil des Graswurzel-Journalismus sieht. Indymedia ist aus den globalisierungskritischen Bewegungen hervorgegangen und im Spektrum der neuen sozialen Bewegungen beheimatet. Während es 2002 noch 90 unabhängige Websites vor allem in den USA, Kanada und Westeuropa sowie in Australien, Neuseeland, Lateinamerika und dem Nahen Osten gab, sank die Zahl 2014 auf 68.
Im deutschsprachigen Raum gibt es seit 2001 Indymedia Deutschland und Indymedia Schweiz. Von August 2008 bis zum Verbot im Jahr 2017 existierte zudem „Indymedia Linksunten“. Die österreichische Plattform wurde im Juli 2012 eingestellt. Indymedia auf Deutsch wird als Austauschmedium auch für linksextremistische Inhalte bewertet und von Verfassungsschutzbehörden beobachtet. Im August 2017 im Anschluss an den G20-Gipfel in Hamburg 2017 und die folgenden Debatten um linksradikale Gewalt wurde „Indymedia Linksunten“ in Deutschland verboten. Das Bundesverwaltungsgericht (BVerwG) hat am 29. Januar 2020 mehrere Klagen gegen das Verbot des im Kontext des Verbots behaupteten Vereins abgewiesen, der die Plattform bis zum 25. August 2017 betrieben haben soll.
Das Bundesamt für Verfassungsschutz stufte den deutschsprachigen Ableger de.indymedia 2022 als „das derzeit wichtigste Informations- und Propagandamedium für die linksextremistische Szene im deutschsprachigen Raum“ ein.

## Entstehung und Zielsetzung

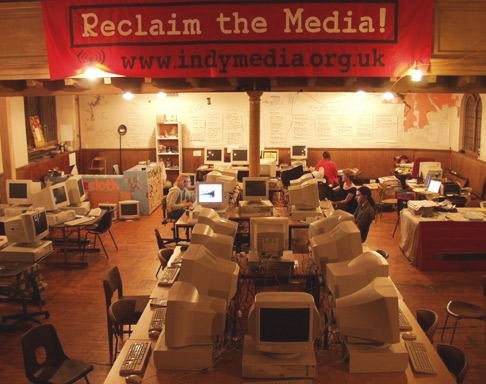
Indy-Center in Edinburgh während des G8-Gipfels im Juli 2005. Bei Großereignissen werden solche Medienzentren aufgebaut, die für alle Interessierten offen sind.

Das aus heterogenen Gruppen bestehende Netzwerk betreibt nicht-kommerzielle Berichterstattung und versteht sich als Teil einer antikapitalistischen Bewegung. Den Grundstein für dieses Netzwerk legten Hacker und Journalisten Ende November 1999 durch die Berichterstattung über die Proteste anlässlich der Ministerkonferenz der Wirtschafts- und Handelsminister der WTO in Seattle 1999. Ziel ist kein objektiver Nachrichtenjournalismus, sondern eine subjektive Berichterstattung. Indymedia sieht sich als Plattform, die bestehende alternative Medienprojekte vernetzen will. 
Ursprünglich wurden viele Artikel unter der Open Content Licence veröffentlicht. Seit 2004 können die Autoren zwischen verschiedenen Creative-Commons-Lizenzen wählen oder die Beiträge als Public Domain freigeben. Das Logo ist nur für die nichtkommerzielle Verwendung lizenziert.
Indymedia steht gemäß eigener Grundsätze jedermann zur freien Verbreitung von Informationen zur Verfügung:

„Indymedia ist eine Veröffentlichungsplattform, auf der jede und jeder selbstverfasste Berichte publizieren kann. Eine Überprüfung der Inhalte und eine redaktionelle Bearbeitung der Beiträge finden nicht statt.“

## Verbreitung
Mitte 2001 existierten etwa 50 administrativ und redaktionell unabhängige Indymedia-Ausgaben, darunter die deutsche, Ende 2002 rund 100 lokale Independent Media Center in 31 Ländern auf sechs Kontinenten. Anfang 2005 waren es 165 lokale Projekte sowie verschiedene globale Schwerpunktseiten z. B. zur Koordination von Übersetzungen, zu den Themen Ökologie oder Biotech oder zu Indymedia-Radio-Projekten, TV- und Videoprojekten, Zeitungsprojekten und zu Technik- und Netzwerkprozessen.
Das Land mit den meisten IMCs sind die Vereinigten Staaten von Amerika mit 60, gefolgt von Kanada mit zwölf. Während in den USA die IMCs lokal organisiert sind, gründeten sich in Europa und Lateinamerika zunächst landesweite Indymedia-Netzwerke. 
Die einzelnen Gruppen finanzieren sich selbstständig vorwiegend aus Spenden. Das Mitwirken an Indymedia ist dabei unentgeltlich.
Im deutschsprachigen Raum gibt es seit 2001 Indymedia Deutschland, Indymedia Schweiz, zudem gab es von August 2008 bis ins Jahr 2017 linksunten.indymedia. Von 2001 bis 2012 reduzierte sich das Kernteam von de.indymedia.org von 100 auf 15 Personen. Die österreichische Plattform wurde im Juli 2012 stillgelegt. Nach einem Verbot war die Subdomain linksunten.indymedia ab August 2017 ohne Inhalte verfügbar und ab September 2018 gar nicht mehr erreichbar.

## Funktionsweise

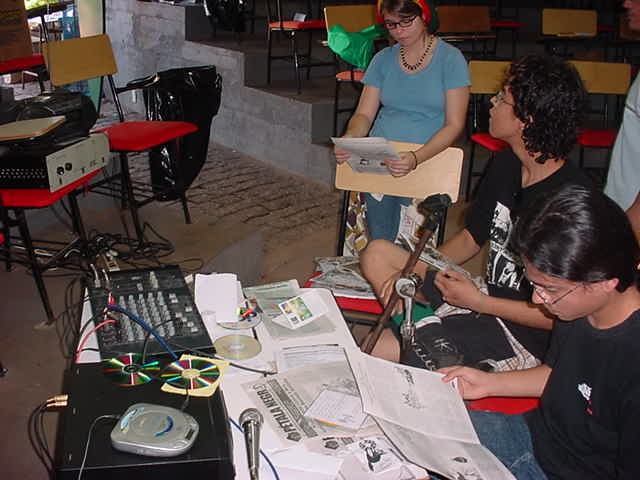
Indymedia Cuiabá im freien Radio SBPC, 2004. Mato Grosso Universität, Cuiaba, Brasilien

Die IMCs betreiben sowohl Print- als auch Audio- und Videojournalismus, sind aber überwiegend durch ihre internetbasierten Nachrichten bekannt geworden: Die Internetseiten werden nach dem Open-Publishing-System erstellt, was bedeutet, dass dort jeder Informationen veröffentlichen kann. Es funktioniert wie ein Schwarzes Brett-Online mit Moderation.
Dadurch entspricht ein Teil der Veröffentlichungen nicht journalistischen Standards, Berichte sind subjektiv gefärbt, in Umgangssprache verfasst und spiegeln auch interne Debatten wider.

### Deutschland
Im Anschluss an die Proteste gegen das Treffen von IWF und Weltbank am 27. September 2000 in Prag, welches von Aktivisten auch über die zu dem Zeitpunkt schon vorhandenen Indymedias begleitet wurde, wurde Anfang 2001 die Indymedia Subdomain de.indymedia.org als sprachraum-weites IMC für deutschsprachige Artikel gegründet. Eine der die Gründung mit ermöglichenden Strukturen war das Hamburger Projekt Nadir. Als nächstes Großevent stand der Castortransport 2001 bevor. de.indymedia.org ist die älteste noch laufende Subdomain von Indymedia in deutscher Sprache.
Zwischen 2010 und 2012 überholte linksunten die Domain de.indymedia.org nach Beliebtheit und Nutzung. Gründe waren eine bequemere Nutzungsoberfläche, mehr Kategorien und eine breitere Zulassung politischer Strömungen, sowie das Ermöglichen von einfachen Veranstaltungsankündigungen.
Indymedia Deutschland will eine politische Alternative „zu den Mainstreammedien“ darstellen.
Im deutschsprachigen Raum nutzten autonome Gruppierungen insbesondere Indymedia Linksunten auch zur Veröffentlichung von Bekennerschreiben, so zum Beispiel nach den Brandanschlägen auf Berliner Bahnanlagen 2011 und Sachbeschädigungen an der Bundeszentrale der SPD 2013 sowie an der Hamburger Messe im Vorfeld des G20-Gipfel in Hamburg 2017. Auch Anleitungen zum Bau von Molotowcocktails, Beleidigungen und Aufrufe zu Straftaten würden dort veröffentlicht, letztere nach Einschätzung des Bundesinnenministeriums „nahezu täglich“. Artikel enthielten außerdem Drohungen gegen Personen des öffentlichen Lebens, z. B. wurde 2016 dem damaligen Berliner Innenminister Frank Henkel (CDU) aufgrund Gerüchte über die Räumung „besetzter“ Häuser, für die ein Mietvertrag bestand, angedroht: „Bei Räumung: Eine Million Sachschaden und Henkel in den Kofferraum.“
Nach Einschätzung des Verfassungsschutzes habe die Moderation „in aller Regel, trotz Kenntnisnahme auch offensichtlich strafrechtlich relevanter Beiträge, keinen Gebrauch von der Möglichkeit gemacht, diese Beiträge von der Website zu entfernen“. Auf Indymedia Linksunten wurden auch Realnamen von enttarnten Verdeckten Ermittlern offen genannt, etwa auf Fotos der Roten Flora, die in Tageszeitungen unkenntlich gemacht wurden.
Bei de.indymedia.org ist es üblich, dass Artikel zunächst auf einer „Openposting-Seite“ erscheinen und dann, wenn sie den gerade aktiven Moderatoren gefallen und für wichtig genug gehalten wurden, in den „Newswire“ am rechten Rand auf die Startseite gestellt wurden. Es gab über die Jahre bei der deutschsprachigen Seite de.indymedia.org, Krisen, Relaunches und Änderungen des Ausbaus der Seite und der Kriterien. Anfänglich war das Hauptkriterium, dass es sich um selbstverfasste Berichte handeln sollte. Andere Posts wie Terminhinweise oder Kopien von Flugblättern, Medienberichten etc. wurden abgelehnt und deshalb im oberen Bereich mit Info-Kästen versehen, in denen u. a. erklärt wurde, dass derartige Posts unerwünscht seien. Auch wurden Posts gelöscht, je nach gerade aktiver Moderation.
All das hat sich über die Jahre geändert. Während es in den Anfangsjahren in der Mitte der Seite herausragende, lange ausführlich Artikel gab, die sogenannten „Specials“ und all die anderen Postings entweder im Hintergrund im „Open Posting“ verblieben, oder wenn akzeptiert, in den „Newswire“ auf der Startseite an den rechten Rand gehoben wurden, ersetzt mittlerweile ein „Blogwire“, mit Verlinkung von diversen Blogs den ehemaligen „Newswire“. Anstelle der „Specials“ in der Seitenmitte wird dort nun das präsentiert was früher nur am rechten Rand im „Newire“ zu sehen war.

### Russland
Am 1. Oktober 2001 wurde auf de.indymedia.org eine Erklärung von „einigen von Indymedia“ unter der Überschrift Indymedia-Russland und die Neue Rechte veröffentlicht. Sie beginnt mit: Wie sich herausgestellt hat, wird die russische Indymedia Seite (…russia.indymedia.org) von dem in neurechten und orthodox-traditionionalistischen Kreisen aktiven Wladimir Wiedemann alias Wladimir Guzman betrieben und zitiert und verlinkt damit ein vorhergegangenes Posting, in dem vor einer rechten Unterwanderung gewarnt wurde.

### Griechenland
Die linksextremistische Terrororganisation Verschwörung der Feuerzellen veröffentlichte 2011 bei Indymedia Griechenland ihre Bekennerschreiben nach Sprengstoffanschlägen und nach dem Verschicken von Paketbomben.

## Kritik

### Antisemitismusvorwürfe
2002 wurde die Schweizer Indymedia-Sektion von der Aktion Kinder des Holocaust des Antisemitismus beschuldigt, als dort ein Cartoon von Carlos Latuff veröffentlicht wurde, der einen jüdischen Jungen im Warschauer Ghetto zeigte, der sagte „Ich bin ein Palästinenser“. Im gleichen Jahr kritisierte Naomi Klein Indymedia für die Verbreitung von Verschwörungstheorien über Juden wie eine behauptete Beteiligung an den Terroranschlägen vom 11. September 2001 und die Veröffentlichung von Auszügen des auf Fälschungen beruhenden antisemitischen Pamphlets Protokolle der Weisen von Zion.

### Veröffentlichung von AfD-Parteikongressteilnehmern
Am 1. Mai 2016 wurden auf Indymedia Linksunten die Namen und Kontaktdaten von 2000 Teilnehmern des Stuttgarter Landesparteitages der Alternative für Deutschland veröffentlicht. Bereits zuvor wurden 3000 Namen vom Bremer Parteitag 2015 veröffentlicht. Die AfD kritisierte die Veröffentlichung von 2016 scharf. Auch in den Kommentaren wurde die Veröffentlichung kontrovers diskutiert.

## Konflikte mit staatlichen Organen

### Italien
Während der Proteste beim G8-Gipfel in Genua 2001 wurde neben einer Schlafunterkunft für Aktivisten das IMC von Polizeieinheiten durchsucht und die Pressearbeit behindert. Ein RAI-3-Bericht dokumentierte die Aussagen von Augenzeugen. Demzufolge „stürmte die Polizei um Mitternacht zwei Schulgebäude in der Via Battisti, wo Mitglieder der GSF und ihre Pressestellen und auch die unabhängige Medienplattform Indymedia untergebracht waren. Den Anwälten der GSF [Genoa Social Forum], Parlamentariern und Journalisten soll der Eintritt verweigert worden sein. Mehr als fünfzig Verletzte sollen aus der Schule herausgebracht worden sein. Nach Meinung eines Anwaltes der GSF sei die Polizei auf der Suche nach Dokumentationsmaterial und äußerst nervös und gewalttätig. Sämtliche Tonbänder von Indymedia sollen konfisziert worden sein.“

### Argentinien
In den Jahren 2002 und 2003 wurden fünf Indymedia-Journalisten von Polizisten mit Gummigeschossen oder durch andere Misshandlungen schwer verletzt, als sie über diverse Proteste berichteten.

### Schweiz
Beim G8-Gipfel in Évian-les-Bains 2003 stürmten Polizisten nach Angaben der Protestler das Kulturzentrum L’Usine in Genf, in dem ein Indymedia-Zentrum untergebracht war. 30 internationale Journalisten sollen eine Stunde lang festgehalten und durchsucht worden sein. Der Indymedia-Journalist Guy Smallman wurde 2003 bei der Berichterstattung über den G8-Gipfel in Evian bei seiner Arbeit in Genf durch eine Schockgranate der Polizei am linken Bein schwer verletzt.

### Vereinigte Staaten
Am 7. Oktober 2004 beschlagnahmte das FBI auf Drängen italienischer und Schweizer Behörden vorübergehend Server von Indymedia. Der amerikanische Host-Provider Rackspace mit Hauptsitz in Texas wurde durch Anordnung eines US-Gerichts dazu aufgefordert, die Server an die US-Behörden zu übergeben. Indymedia wurde von dem Vorgehen überrascht, 20 ihrer Websites waren nicht mehr erreichbar. Auf Anfrage teilte der Provider Rackspace Indymedia mit, dass er diese nicht über die Anordnung informieren durfte. Zum damaligen Zeitpunkt hatten Schweizer und italienische Behörden das Netzwerk unter Terrorismus-Verdacht. Vor dem G8-Gipfel in Gleneagles 2005 wurden erneut Festplatten eines Indymedia-Servers beschlagnahmt.

### Mexiko
Indymedia berichtete im Jahr 2006 während des Konfliktes im mexikanischen Bundesstaat Oaxaca regelmäßig über die Protestaktionen der in der APPO zusammengeschlossenen Gruppen. Dort wurde nach Angaben der Tagesschau und Amnesty International der Reporter Brad Will absichtlich durch einen Polizisten erschossen.

### Griechenland
Im Juli 2009 drohte der griechische Internetprovider OTE der Universität Athen mit der Abschaltung der Hochgeschwindigkeitsanschlüsse, sollte die Universität Indymedia Athen weiterhin am Netz lassen.

### Deutschland
2008 entstand die Subdomain linksunten.indymedia.org anlässlich des NATO-Gipfels in Straßburg und Kehl im Jahr 2009 für die Region Südwestdeutschland. Sie wurde viel und zunehmend deutschlandweit genutzt, weil sie anfänglich offener war und eine andere Moderationpolitik betrieb als de.indymedia.org.
Ein nicht existenter, nicht im Vereinsregister eingetragener Verein linksunten.indymedia wurde als Betreiber konstruiert und behauptet und vom Bundesministerium des Innern mit Verfügung vom 14. August 2017 verboten.
Christian Rath, rechtspolitischer Korrespondent der taz, schrieb dazu: Eines der einfachsten ist noch die Konstruktion eines Vereins. Um eine Struktur nach dem Vereinsgesetz verbieten zu können, ist nach bisheriger Rechtsprechung kein förmlicher Verein mit Vorstand und Satzung erforderlich.
Auch wurde verboten, Inhalte unter der Subdomain, der zugehörigen .onion-Adresse im Tor-Netzwerk und auf dem Twitter-Account zu verbreiten. Es wurde weiterhin verboten, Kennzeichen des konstruierten Vereins linksunten.indymedia für die Dauer der Vollziehbarkeit des Verbots öffentlich, in einer Versammlung oder in Schriften, Ton- und Bildträgern, Abbildungen oder Darstellungen, die verbreitet werden oder zur Verbreitung bestimmt sind, zu verwenden. Sämtliche E-Mail-Adressen des behaupteten Vereins seien abzuschalten. Ausdrücklich wurde auch das Verwenden des Symbols des funkenden »i« in Verbindung mit dem Vereinsnamen verboten und unter Strafe gestellt.
Das Verbot wurde am 25. August 2017 im Bundesanzeiger veröffentlicht und ist seit dem 29. Januar 2020 unanfechtbar.
In der Begründung hieß es, die Seite laufe den Strafgesetzen zuwider und richte sich gegen die verfassungsmäßige Ordnung. Am selben Tag erklärte Innenminister Thomas de Maizière, dass sich die Sperrung beziehungsweise das Vereinsverbot gegen einen Verein richte, nicht jedoch gegen Indymedia. Der Server, auf dem die Website betrieben wird, stand zum Zeitpunkt des Vereinsverbotes in Frankreich. Ziele dieser Maßnahmen seien unter anderem gewesen, die Betreiberstruktur aufzuklären, einen Verein zu zerschlagen, dessen Vereinsvermögen zu beschlagnahmen und das dauerhafte Abschalten zu erwirken.
Das war das erste Verbot einer linksextremistischen Vereinigung durch einen Bundesinnenminister. Laut der Anwältin Kristin Pietrzyk gab es keinen Verein Indymedia, so dass die Plattform nicht aufgrund des Vereinsrechts hätte verboten werden dürfen.
Polizeikräfte aus Baden-Württemberg hatten zuvor gegen 5:30 Uhr mehrere Wohnungen und Räume durchsucht. Entgegen einer vielzitierten ersten Falschdarstellung des Bundesinnenministers wurden bei mutmaßlichen Administratoren keine Waffen gefunden. Als Waffen benutzbare Gegenstände wurden in Räumlichkeiten gefunden, die nicht dem Verein zugeordnet werden konnten. Es wurden elektronische Geräte beschlagnahmt. Verhaftungen gab es keine. Wegen der Maßnahmen zum Schutz der Anonymität der Verfasser von Beiträgen sei bis zum Vereinsverbot keine Strafverfolgung möglich gewesen.
Unter dem Schutz der Anonymität konnten auf der von der linksradikalen Szene genutzten Plattform Texte veröffentlicht werden, in denen über Demonstrationen berichtet, politische oder soziale Ereignisse kommentiert und zu Aktionen und Demonstrationen aufgerufen wurde. Auch Aufrufe zu Straftaten und Bekennerschreiben konnten anonym eingestellt werden.
Das Verbot stieß auf ein geteiltes Echo. Bundesjustizminister Heiko Maas (SPD) sprach von einem „wichtigen Schlag gegen gewaltbereite Linksextremisten“. Die innenpolitische Sprecherin der Grünen Bundestagsfraktion Irene Mihalic stellte fest, dass es nötig sein werde, „genau zu prüfen, ob die hohen rechtlichen Voraussetzungen für ein Vereinsverbot im Fall von linksunten.indymedia tatsächlich vorliegen.“ Es gab Kommentare, welche die Nähe der Verbotsaktion zu der Bundestagswahl 2017 erwähnten.
Reporter ohne Grenzen, eine NGO, die sich weltweit für Pressefreiheit und gegen Zensur einsetzt, kritisierte die Aktion des Bundesinnenministers als „rechtsstaatlich gefährliche Entwicklung“. Weiter hieß es, dass die Pressefreiheit auch für „unbequeme, ja selbst für schwer erträgliche Veröffentlichungen“ gelte und dass es weniger einschneidende Rechtsmittel gebe, um gegen strafbare Inhalte vorzugehen.
Markus Reuter von netzpolitik.org sagte im Deutschlandfunk, dass man „die Seite nicht auf Gewaltaufrufe reduzieren“ könne. Ebenfalls dort kommentierte Stefan Koldehoff, dass Grenzen zwischen politischer Diskussion und Aktion einerseits und Bereitschaft und Aufruf zur Gewalt nicht verschwimmen dürften und es auch im Internet keine rechtsfreien Räume geben dürfe.
Der Hamburger Landesvorsitzende des Bundes Deutscher Kriminalbeamter (BDK), Jan Reinecke, bezweifelte den Sinn des Verbots. Die Plattform sei für Ermittler auch polizeitaktisch wichtig gewesen, „um die Szene, ihre Pläne und Bekennerschreiben zu beobachten“, so Reinecke.
In der Frankfurter Allgemeinen Zeitung kommentierte Reinhard Müller: „Diejenigen, die gegen die Herrschaft der Mächtigen auf die Straße gehen, sollten das Verbot der Internetseite ‚linksunten.indymedia‘ begrüßen. Es sichert die Freiheit der Friedfertigen und Schwachen.“ Die Duldung rechtsstaatszersetzender Angriffe auf linksunten.indymedia würden Meinungs- und Versammlungsfreiheit gefährden.
Die ostdeutsche Zeitschrift telegraph zog 2020 Parallelen zur staatlichen Repression in der DDR gegen Medien der Opposition im Jahre 1987.
Im August 2019 bestätigte die Staatsanwaltschaft Karlsruhe gegenüber dem Neuen Deutschland, dass das Strafverfahren gegen die Betreiber von linksunten.indymedia.org eingestellt worden sei. Es sei über zwei Jahre hinweg nicht gelungen, einen „konkret Tatverdächtigen“ für die der Plattform zur Last gelegten Straftaten zu ermitteln.
Nach dem Verbot von linksunten.indymedia.org werden einzelne Beiträge unter de.indymedia.org veröffentlicht. Anfang 2020 wurde ein Archiv von linksunten.indymedia.org veröffentlicht. Ob dieses auch unter das Verbot fällt, hält tagesschau.de für unklar.
Am 29. Januar 2020 wies das Bundesverwaltungsgericht in Leipzig eine Klage gegen das Verbot von linksunten.indymedia.org ab. Gegen die Entscheidung des Bundesverwaltungsgerichts legten die Kläger im Juni 2020 Verfassungsbeschwerde beim Bundesverfassungsgericht ein, die mit Beschluss des Bundesverfassungsgerichts vom 1. Februar 2023 nicht zur Entscheidung angenommen wurde und damit scheiterte.
Ende Juli 2022 wurde das Ermittlungsverfahren wegen Bildung einer kriminellen Vereinigung eingestellt. Das Verbot, gegen das noch eine offene Verfassungsbeschwerde lief, blieb erhalten.
Im März 2024 geriet Indymedia medial in die Kritik, weil Nutzer hier Informationen zu Fahndungsmaßnahmen gegen die früheren RAF-Mitglieder Ernst-Volker Staub und Burkhard Garweg veröffentlichten, namentlich Fotos von zivilen Polizeifahrzeugen, Nummernschilder von Spezialeinsatzkommandos aus Berlin und Niedersachsen sowie Orte, an denen sich Polizisten mutmaßlich auf ihre Einsätze vorbereiten sollten.

## Einschätzung durch den Verfassungsschutz

### USA
Im März 2006 veröffentlichte die Los Angeles Times, dass austin.indymedia zusammen mit einer Organisation, die Essen für Obdachlose sammelt, auf einer Liste Anarchism des Texas-Büros des FBI auftauche. Darauf stünden anarchistische oder globalisierungskritische Gruppen, die potentiell eine Nähe zur Gewalt haben könnten. Neben dem Namen indymedia stand laut dem Zeitungsbericht ein Fragezeichen, die Herausgabe oder offizielle Bestätigung über die Veranstaltung hinaus wurden vom präsentierenden FBI-Beamten verweigert.

### Deutschland
Laut dem Verfassungsschutzbericht 2004 des Landes Nordrhein-Westfalen hat das aus der Anti-Globalisierungsbewegung entstandene Netzwerk Indymedia einen dominierenden Anteil daran, der von der „linksextremistischen Szene“ in den herkömmlichen Medien vermissten linken Gegenposition Raum zu geben. Es wolle neben dieser Szene auch ein bürgerliches Spektrum ansprechen. Das Internetportal sei „eine der wichtigsten Internet-Informationsseiten der linksextremistischen Szene“. Das Innenministerium Nordrhein-Westfalens stellte 2007 fest, „Indymedia richtet sich vor allem an linksalternative und linksextremistische Nutzer und Konsumenten und versteht sich als frei zugängliches Nachrichtenmedium, das eine Gegenöffentlichkeit zu den kommerziellen Medien schaffen will.“ Zusammen mit anderen Internetportalen werde auch Indymedia „als Vernetzungs-, Agitations- und Mobilisierungsmedium für linksextremistische Inhalte“ benutzt. de.indymedia.org wurde vom Bundesamt für Verfassungsschutz 2011 als ein „von Linksextremisten verstärkt genutzte[s] Internetportal“ bezeichnet.
Der Verfassungsschutz des Landes Nordrhein-Westfalen bezeichnete linksunten.indymedia 2013 als „linksextremes Internetportal“. Der Verfassungsschutzbericht 2016 führt an: „Bei ‚linksunten.indymedia‘ handelt es sich um das inzwischen wichtigste Medium des gewaltorientierten Linksextremismus. Seit Jahren bietet es ein Forum für weitgehend distanzlose Berichte über linksextremistische Agitation und Straftaten. Zudem werden auf ‚linksunten.indymedia‘ immer wieder tatsächliche oder vermeintliche Rechtsextremisten ‚geoutet‘. Im Nachgang hat dies oft Straftaten zu deren Nachteil zur Folge.“ Das Verbot durch das Bundesministerium des Innern wurde damit begründet, dass die Plattform sich „gegen die verfassungsmäßige Ordnung“ richtet. Das Verbot 2017 basierte ausschließlich auf Erkenntnissen der Verfassungsschutzes. Das Vereinsverbot und das Vorgehen gegen einzelne Beschuldigte aus dem Freiburger Raum stieß auf breite Kritik, u. a. weil der Verfassungsschutz sich an den polizeilichen Ermittlungen beteilige und damit das aus der Verfassung abgeleitete Trennungsgebot zwischen Polizei und Nachrichtendiensten missachtet werde.
Am 9. Juli 2020 teilte der Präsident des Bundesamtes für Verfassungsschutz mit, seine Behörde habe Indymedia als Verdachtsfall für verfassungsfeindliche Bestrebungen im Bereich des Linksextremismus eingestuft, weil sich die Aktivitäten von „linksunten.indymedia“ nach dem Verbot auf die Internetplattform „de.indymedia“ verlagert hätten. Mit diesem Schritt kann das Amt künftig personenbezogene Daten auswerten und speichern sowie unter bestimmten Voraussetzungen verdeckte nachrichtendienstliche Mittel einsetzen.

### Österreich
„Indymedia Austria“ stellte laut dem Verfassungsschutzbericht 2005 des österreichischen Innenministeriums eine der „bekanntesten und am häufigsten genutzten Internetplattformen des linksextremen Spektrums in Österreich dar“.

## Auszeichnungen

### Deutschland
Indymedia Deutschland wurde 2002 für den Förderpreis Medienkompetenz des Grimme-Instituts nominiert und erhielt einen Preis der Rosa-Luxemburg-Stiftung.
2002 wurde Indymedia.de von der Jury des poldi Award – Deutschlands erste Auszeichnung für praktizierte eDemocracy mit dem Schirmherr Julian Nida-Rümelin, damals Staatsminister im Bundeskanzleramt mit dem Aufgabengebiet Kultur und Medien, zur „besten Online-Initiative im Bereich ‚Wissenschaft, Bildung und Kultur‘“ gekürt. Der Preis wurde damit begründet, dass Indymedia.de eine „vorbildliche Online-Initiative“ sei, die den „emanzipatorischen Umgang mit Informationen und Medien“ fördere. Der Poldi-Award wurde von der Bundeszentrale für politische Bildung mitinitiiert. Deren Präsident Thomas Krüger sowie die Staatssekretärin Brigitte Zypries (beide SPD) waren Mitglieder der Jury, welche über die Preisverleihung abgestimmt hatten. Über die Preisvergabe gab es eine kritische Berichterstattung des Welt-Journalisten Guido Heinen und Reaktionen der Indymedia-Aktivisten. Das Bundesinnenministerium, welchem die Bundeszentrale untersteht, gab daraufhin an, dass die Ergebnisse der verdeckten Abstimmung bis zum „Öffnen der entsprechenden Umschläge“ unbekannt gewesen seien. Es bestritt auch eine Behauptung der ausgezeichneten Indymedia-Vertreter, wonach Krüger eine Laudatio auf diese gehalten habe; Zypries gab an, für einen anderen Wettbewerber als Indymedia gestimmt zu haben. Als Konsequenz erklärte das Bundesinnenministerium, dass es und die Bundeszentrale künftig nicht mehr an verdeckten Abstimmungen teilnehmen würden.

### Mexiko
Nachdem 2006 der Indymedia-Reporter Brad Will in Oaxaca, Mexiko durch Beamte der Stadt erschossen wurde, wurde Indymedia vom mexikanischen Journalistenverband und der Antonio Sáenz de Miera Foundation für die „cooperation without orders“ ausgezeichnet.

### Brasilien
Im April 2008 wurden IMC und Brad Will mit der Medalha Chico Mendes de Resistência (Chico Mendes-Widerstandsmedaille) der brasilianischen Menschenrechtsorganisation Tortura Nunca Mais (Folter, nie wieder) für ihren Beitrag für Menschenrechte und eine gerechtere Gesellschaft ausgezeichnet.